# Hypidalia sanguinea
Hypidalia sanguinea är en fjärilsart som beskrevs av William Schaus. Hypidalia sanguinea ingår i släktet Hypidalia och familjen björnspinnare. Inga underarter finns listade i Catalogue of Life.